# Dmosin (gmina)
Pour les articles homonymes, voir Dmosin.
Dmosin est une gmina rurale (gmina wiejska) du powiat de Brzeziny, dans la Voïvodie de Łódź, dans le centre de la Pologne.
Son siège administratif (chef-lieu) est le village de Dmosin, qui se situe à environ 14 kilomètres (km) au nord de Brzeziny (siège du powiat) et à 26 kilomètres au nord-est de Łódź, la capitale régionale (siège de la voïvodie).
La gmina couvre une superficie de 100,19 km2 pour une population de 4 541 habitants en 2011.

## Histoire
De 1975 à 1998, la gmina est attachée administrativement à la voïvodie de Skierniewice.

Depuis 1999, elle fait partie de la voïvodie de Łódź.

## Géographie
La gmina inclut les villages et localités de :

Localisation de la gmina dans le powiat

- Borki
- Dąbrowa Mszadelska
- Dmosin
- Dmosin Drugi
- Dmosin Pierwszy
- Grodzisk
- Janów
- Kałęczew
- Kamień
- Kołacin
- Kołacinek
- Koziołki
- Kraszew
- Kraszew Wielki
- Kuźmy
- Lubowidza
- Michałów
- Nadolna
- Nadolna-Kolonia
- Nagawki
- Nowostawy Dolne
- Osiny
- Osiny-Zarębów
- Rozdzielna
- Szczecin
- Teresin
- Wiesiołów
- Wola Cyrusowa
- Wola Cyrusowa-Kolonia
- Ząbki
- Zawady

### Gminy voisines
La gmina de Dmosin est voisine des gminy de :
- Brzeziny
- Głowno
- Lipce Reymontowskie
- Łyszkowice
- Rogów
- Stryków

## Structure du terrain
D'après les données de 2007, la superficie de la commune de Dmosin est de 100,19 kilomètres carrés, répartis comme telle :
- terres agricoles : 88 %
- forêts : 7 %

La commune représente 27,94 % de la superficie du powiat.

## Démographie
Données du 31 décembre 2007 :
| Description        | Total  | Total | Femmes | Femmes | Hommes | Hommes |
| ------------------ | ------ | ----- | ------ | ------ | ------ | ------ |
| Unité              | Nombre | %     | Nombre | %      | Nombre | %      |
| Population         | 4 647  | 100   | 2 365  | 50,9   | 2 282  | 49,1   |
| Densité (hab./km²) | 46     | 46    | 23,5   | 23,5   | 22,5   | 22,5   |